# Rawdon Brown
Rawdon Lubbock Brown (1803 – Venezia, 25 agosto 1883) è stato uno storico britannico.

## Biografia
Tascorse la sua vita a Venezia, per studiare più nel dettaglio la storia d'Italia, in particolare nel suo rapporto con la storia inglese. Venne a Venezia nel 1833 per trovare la lapide di Thomas Mowbray, il bandito duca di Norfolk menzionato nel dramma di Shakespeare. Nel 1838, acquistò il Palazzo Dario, ma fu venduto quattro anni più tardi a causa della mancanza di fondi. Nel 1852, si trasferì nel Palazzo Gussoni Grimani Della Vida, che fu la sua casa fino alla sua morte. Incontrò a Venezia John Ruskin, dal quale diventarono amici.
Morì a Venezia il 25 agosto 1883 e fu sepolto nel recinto Evangelico del cimitero di San Michele in Isola a Venezia, tre giorni più tardi.

## Opera
La sua grande opera, a cui lavorò per una ventina di anni e per il quale ricevette ₤ 200 per anno, fu fatto per il governo britannico su carte di stato di Venezia, in particolare sulle relazioni degli ambasciatori veneziani in Inghilterra, pubblicandolo con il titolo A Calendar of State Papers and Manuscripts relating to English Affairs existing in the Archives of Venice and Northern Italy. Questa pubblicazione fu incompiuta quando morì Brown a Venezia nel 1883, e per questo intervenne il suo esecutore George Cavendish-Bentinck, completandolo nel 1889, (secondo Horatio Brown).

### Opere
- Four Years at the Court of Henry VIII (1854)
- Calendar of State Papers in the Archives of Venice (6 volumes, published 1864-1886)